# Нерівномірнозерниста структура
Нерівномірнозерниста структура (рос. неравномернозернистая структура, англ. inequigranular texture; нім. ungleichmässig-körnige Struktur f) – різновид зернистої структури гірських порід, який характеризується тим, що зерна, які складають породу, мають різні розміри. 
Протиставляється рівномірнозернистій структурі.